# Államok vezetőinek listája 497-ben
Ezen az oldalon az i. sz. 497-ben fennálló államok vezetőinek névsora olvasható földrészek, majd országok szerinti bontásban.

## Európa
- Bizánci Birodalom
  - Császár: I. Anasztasziosz (491–518)

- Vizigótok
  - Király: II. Alaric (484–507)

- Osztrogót Királyság
  - Király: Theodoric (474–526)

- Burgundok
  - Király: Godegisel (480–501) Genfben
  - Király: Gundobad (480–516) Lyonban

- Száli frankok
  - Király: I. Chlodwig (482–511)

- Rajnai frankok
  - Király: Sigibert (483–509)

### Britannia
- Kenti Királyság
  - Király: Oeric (488–512)

- Sussexi Királyság
  - Király: Ælle (477–kb 500)

## Ázsia
- Ibériai Királyság
  - Király: I. Vahtang (447–502)

- India
  - Anuradhapura
    - Király: I. Moggallána (497–515)

  - Gupta Birodalom
    - Király: III. Csandragupta (495–507)

  - Kadamba
    - Király: Mandhatrivarman (488–500)

  - Pallava
    - Király: I. Nandivarman (480–500)

  - Vákátaka
    - Király: Hariséna (480–510)

- Japán
  - Császár: Ninken (488–498)

- Kína (Északi és déli dinasztiák kora)
  - Déli Csi-dinasztia
    - Császár: Csi Ming-ti (494–498)

  - Északi Vej dinasztia
    - Császár: Vej Hsziaoven-ti (471–499)

- Korea
  - Pekcse
    - Király: Tongszong (479–501)

  - Kogurjo
    - Király: Mundzsa (491–519)

  - Silla
    - Király: Szodzsi (479–500)

  - Kumgvan Kaja
    - Király: Kjomdzsi (492–521)

- Szászánida Birodalom
  - Nagykirály: Dzsamaszb (496–499)

## Afrika
- Vandálok
  - Király: Thrasamund (496–523)

- Akszúmi Királyság
  - Akszúmi uralkodók listája

## Amerika
- Palenque
  - Király: Butz'aj Sak Chiik (487–501)

- Tikal
  - Király: II. Chak Tok Ich’aak (II. "Nagy Jaguármancs") (486–508)

## Egyházfő
- Pápa: II. Anastasius (496–498)
- Konstantinápolyi pátriárka: II. Makedoniosz (496–511)

## Fordítás
- Ez a szócikk részben vagy egészben  a   Liste der Staatsoberhäupter 497 című német Wikipédia-szócikk ezen változatának fordításán alapul.  Az eredeti cikk szerkesztőit annak laptörténete sorolja fel. Ez a jelzés csupán a megfogalmazás eredetét és a szerzői jogokat jelzi, nem szolgál a cikkben szereplő információk forrásmegjelöléseként.